# Rendición argentina en las Malvinas
El 14 de junio de 1982 el comandante de las fuerzas terrestres británicas el mayor general Jeremy Moore aceptó la rendición del general de brigada argentino Mario Benjamín Menéndez; ambos bandos declararon un cese de las hostilidades.Los británicos condicionaron la entrega de los prisioneros argentinos a un cese total de las hostilidades por parte de la Argentina.

## Preludio

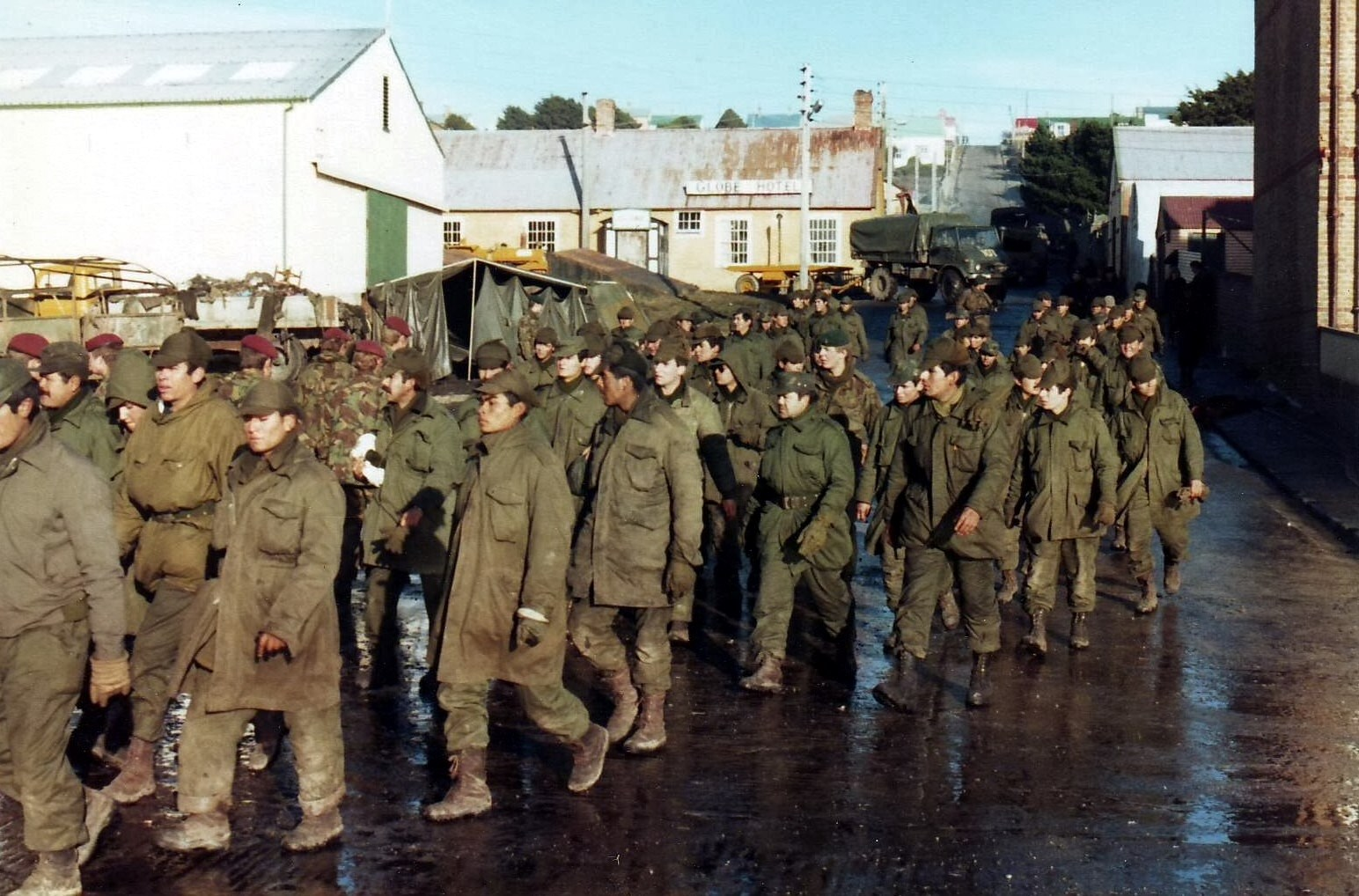
Prisioneros de guerra argentinos el 15 de junio.

Con la última línea de defensa en el combate del monte Tumbledown abrió una brecha y la defensa argentina de Puerto Argentino/Stanley empezó a desfallecer. Por la mañana oscura, un jefe de compañía se perdió y sus subalternos se desanimaron. El soldado conscripto Santiago Carrizo del Regimiento de Infantería 3 describió como el comandante ordenó a un pelotón tomar posiciones arriba de las casas y «si un kelper resiste, le dispara», pero la compañía desobedeció la orden del comandante sin abrir fuego contra los pobladores.
El presidente de facto de la Argentina y comandante en jefe del Ejército Argentino, teniente general Leopoldo Fortunato Galtieri, ordenó al general de brigada Menéndez:
1. No firmar ningún documento;

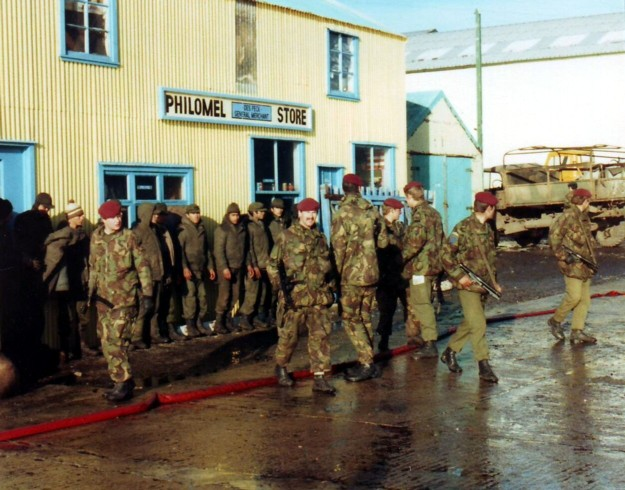
Militares británicos custodian los prisioneros argentinos.

2. No hablar de rendición ni capitulación sino en términos de evacuación y retiro de tropas;
3. Tratar que cada hombre regresara con su uniforme y armamento individual;
4. El eventual compromiso debía ser en términos de compromiso de honor.

## Rendición
La tarde del 14 de junio de 1982, el comandante conjunto de las Malvinas, general de brigada Mario Benjamín Menéndez, convino la rendición con el comandante de las fuerzas terrestres británicas, mayor general Jeremy Moore; y firmaron el documento de la rendición el 14 de junio a las 23:59 horas.
Los plazos del documento de rendición fueron ligeramente cambiados luego de la negociación del general Menéndez. 
La frase «rendición incondicional» fue reemplazada por el término «rendición». A los argentinos se les concedió:
- Las unidades argentinas retendrán sus banderas.
- Las unidades quedarán bajo control de sus oficiales.
- La ceremonia de rendición será privada (no pública).
- Los oficiales argentinos conservarán sus armas de mano.
- El punto final sobre la devolución de los 11 313 prisioneros de guerra en sus barcos no fue aceptada y 4167 de ellos fueron repatriados a la Argentina en el transatlántico Canberra.

Menéndez tachó la palabra «incondicional» del documento de rendición.

## Documento de rendición

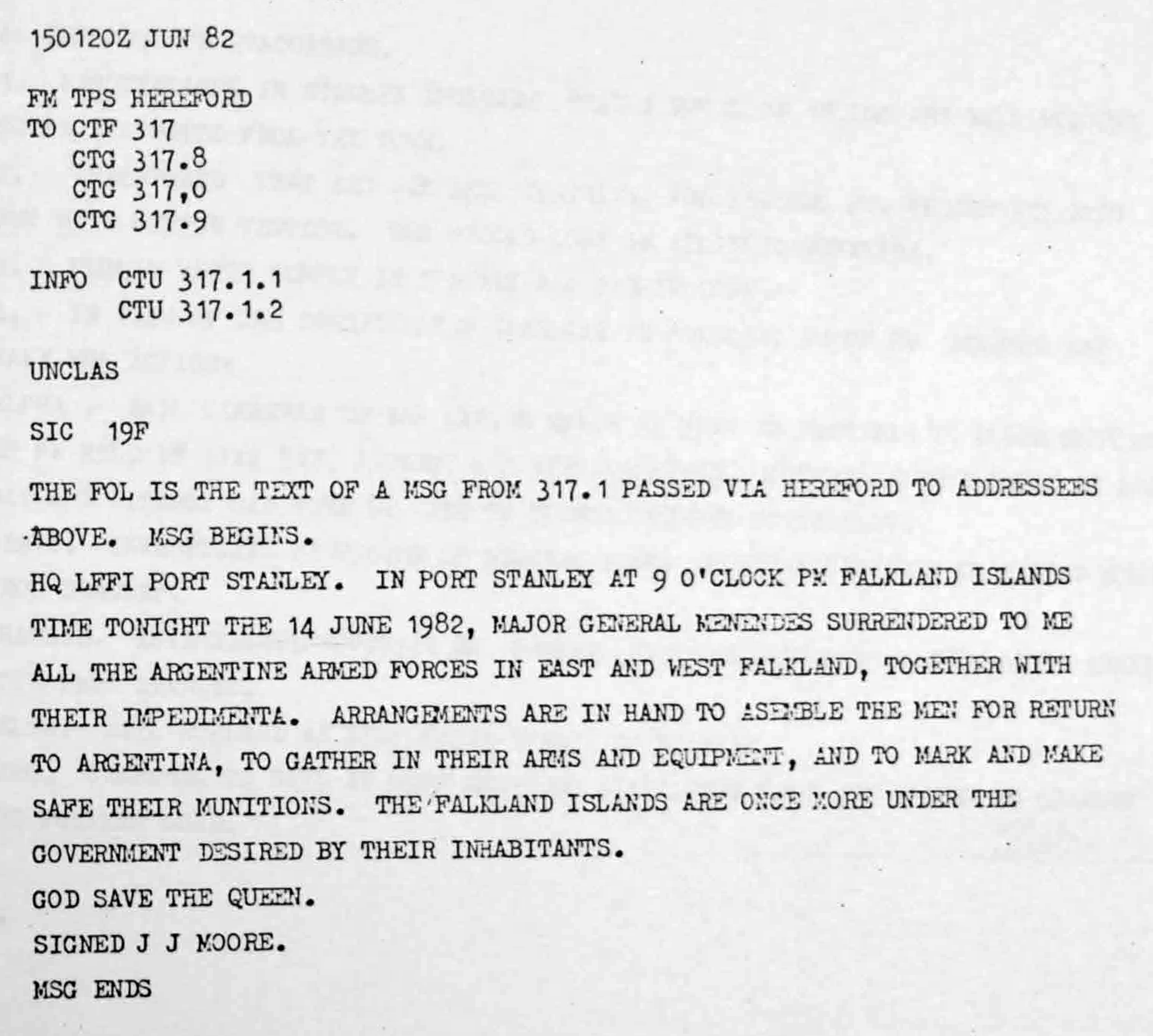
Telegrama de Moore General que informa la rendición argentina.

En la firma del cese al fuego estuvieron presentes: 
- Capitán de navío Melbourne Hussey, Armada Argentina (traductor).
- General de brigada Mario Benjamín Menéndez Ejército Argentino
- Vicecomodoro Carlos Bloomer-Reeve, Fuerza Aérea Argentina
- Vicecomodoro Eugenio J Miari, Fuerza Aérea Argentina, asesor legal argentino.
- Capitán Rod Bell, Royal Marines
- Lugarteniente-Coronel Geoff Campo, Ingenieros Reales
- Coronel Brian Pennicott, Artillería Real
- Mayor general Jeremy Moore, Marines Reales
- Coronel Reid, Servicio Aéreo Especial
- Coronel Tom Seccombe, Marines Reales
- Sargento Glenn Harwood Señales Reales

## Equipamiento argentino confiscado
Las cantidades son aproximadas:

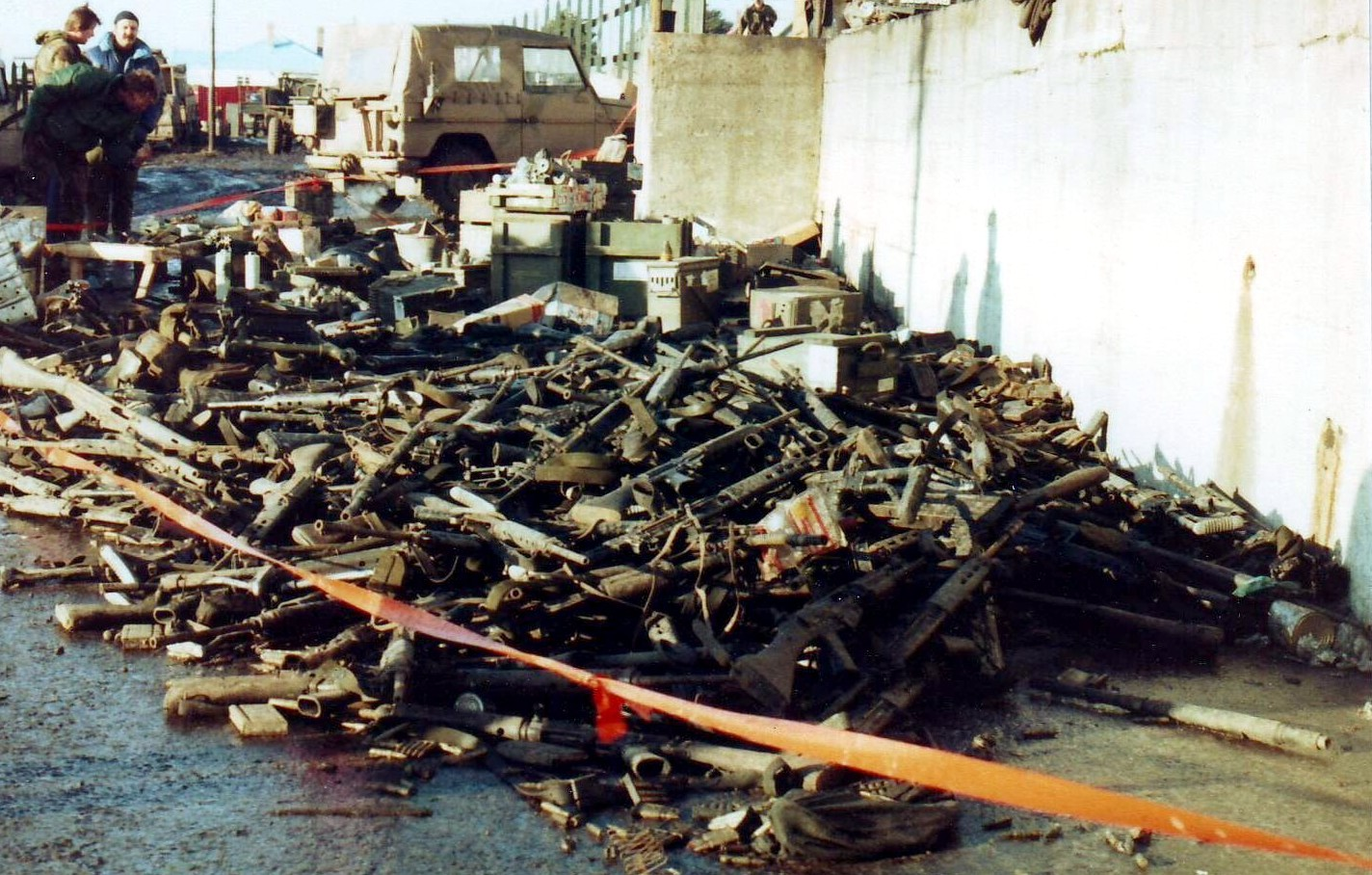
Pila de armas argentinas descartadas en Puerto Argentino.

- 100 camiones Mercedes-Benz MB 1112/13/14
- 20 Unimogs
- 50 vehículos 4x4 Mercedes-Benz G-Clase
- 12 vehículos Panhard 90 mm
- 1 lanzador SAM Roland
- 7 lanzadores SAM Tigercats
- 1 lanzador improvisado MBDA Exocet
- 3 pistolas CITER 155 mm #L33
- 10 cañones Oto Melara 105 mm
- 15 cañones Oerlikon 35 mm y 15 cañones gemelos Rheinmetall 20 mm
- 20 pistolas Hispania Suiza 30 mm
- 1 radar móvil TPS-43 3D de búsqueda aérea
- 1 radar móvil TPS-44 búsqueda aérea
- 5 radar Skyguard FC plus, 1 radar Super Fledermaus FC y varios radares de control del fuego
- MANPADS (Sistema de Defensa Aérea Móvil) SAM-7
- 14 helicópteros (2 Agusta Un109, 2 Campana 212, 8 UH-1H, 1 Chinook y 1 Puma)
- 10 aviones FMA IA 58 Pucará
- 1 avión Aermacchi MB-339
- 1 patrullero de Guardia de Costa argentina GC82 Islas Malvinas rebautizado HMS Tiger Bay
- 11000 fusiles.
- 4 millones de municiones calibre 7.62
- 11000 municiones de 105 mm

Algunos de los equipos fueron inutilizados por personal argentino antes de la rendición.
Luego del conflicto, las Fuerzas Armadas crearon una Comisión de Análisis y Evaluación de las Responsabilidades en el Conflicto del Atlántico Sur (CAERCAS), más conocido como Informe Rattenbach, por destacarse en la escritura el militar argentino Benjamín Rattenbach. La comisión estuvo reunida después de la guerra para investigar las causas de derrota. Recomendó penas serias para algunos de los oficiales a cargo, pero su influencia sobre el juicio posterior fue prácticamente nula.

## Consecuencias

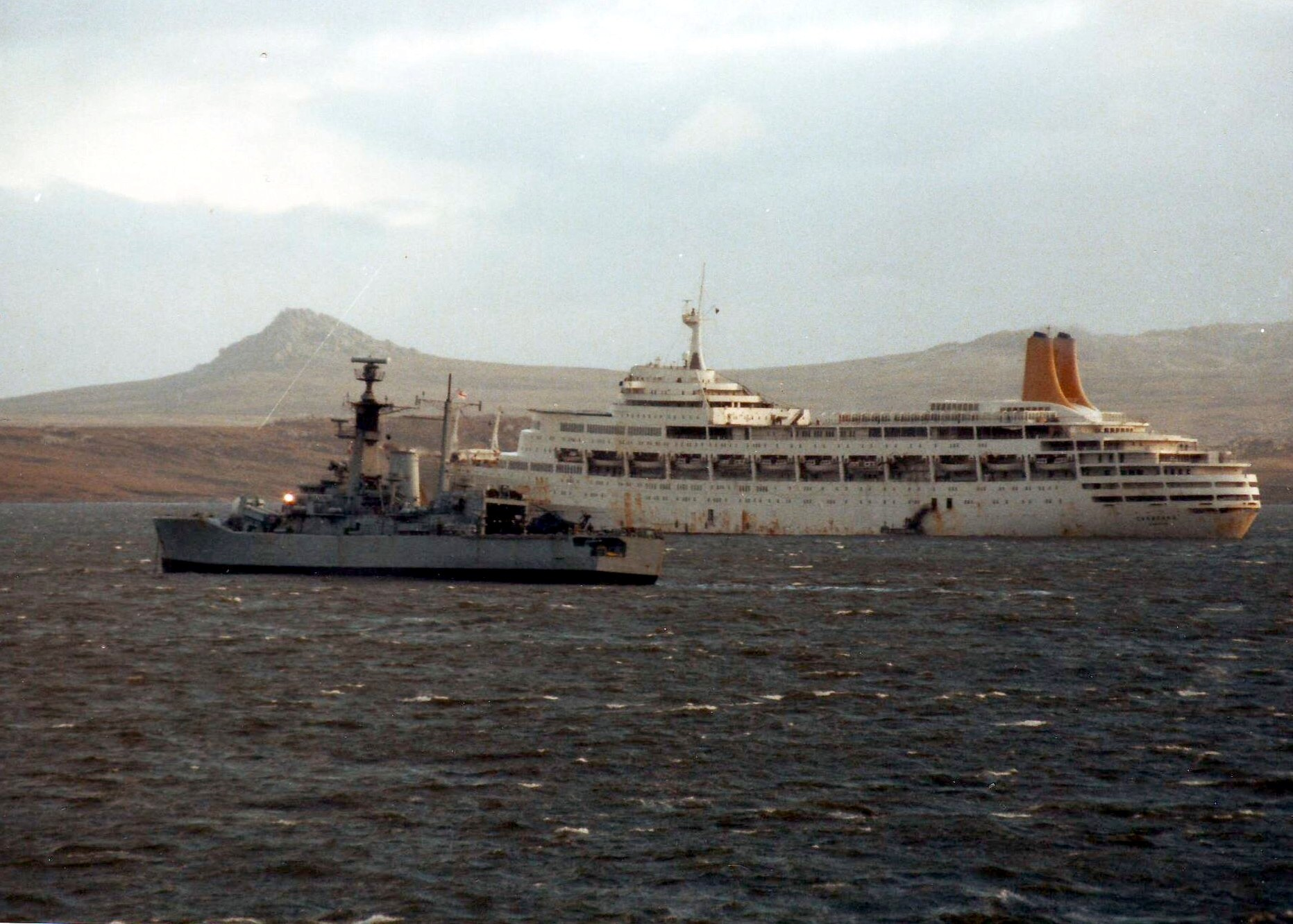
HMS Andromeda Y SS Camberra exterior de Puerto Argentino, el 16 de junio de 1982

El 20 de junio, las tropas británicas retomaron las Islas Sandwich del Sur y pusieron fin a la presencia argentina en las Islas Tule del Sur en la Base Corbeta Uruguay. Corbeta Uruguay había sido establecido en 1976 por el gobierno de facto argentino, dicha base fue disputada a través de canales diplomáticos por el Reino Unido hasta 1982.
La guerra duró 74 días y las bajas sufridas en total fueron: 255 británicos y 649 soldados argentinos (de los cuales 123 continúan sin ser reconocidos sus cuerpos), marines, marineros, y aviadores, y tres civiles malvinenses.
El gobierno británico decretó que toda información clasificada sería disponible para el público en el año 2082.  Aun así, siguiendo la legislación de libertad de información, una gran cantidad de material que estaba clasificado se ha hecho disponible.
El documento de rendición está en exhibición en el Museo Imperial de la Guerra en Londres y en el Museo Nacional de Aeronáutica de Morón. Cuando en el museo británico notaron que el tiempo de rendición era retroactivo tres horas con el fin del conflicto tanto en Tiempo universal coordinado (UTC) y el tiempo local fueron grabados como 14 junio, aunque técnicamente era 15 junio en Londres, para impedir una posible confusión de tropas argentinas que podría haber pensado que por error se les permitía seguir luchando hasta el día siguiente: 15 de junio de 1982.
Las relaciones entre el Reino Unido y Argentina no fueron restaurados hasta 1989 y solo bajo la fórmula de paraguas entre estados, donde la Cuestión de las islas Malvinas quedó por fuera.